# Коварце
Коварце (венг. Kovarce) ― муниципалитет в районе Топольчани региона Нитранский край, Словакия. В 2011 году его население составлял 1581 человек.

## История
Первое упоминание датируется концом 13 века, когда он был собственностью семьи Люданик. Он был захвачен Матушем Чаком во время смуты начала 14 века. В 1395 году он стал собственностью семьи Аппоньи. Затем пал от турецких нападений в 1530, 1599 и 1663 годах. В 1663-1685 годах, в период османского владычества между четвертой австро-турецкой войной и войной Священной лиги, муниципалитет входил в провинцию Уйвар как административная единица Нахия Нитры.
В 1864 году здесь был построен сахарный завод. Дочь основателя сахарного завода Антона Вельса была бабушкой актрисы Одри Хепберн по материнской линии.

## Население
| Год:                | 1994 | 2004    | 2014    | 2024    |
| ------------------- | ---- | ------- | ------- | ------- |
| Количество человек: | 1623 | 1577    | 1612    | 1515    |
| Разница:            |      | −2,83 % | +2,21 % | −6,01 % |

## Достопримечательности
Бывший замок стоит посреди деревни. Семья Вельс купила его у последних владельцев и реконструировала, построив второй этаж. Затем продала семье Аппоньи после смерти Антона Вельса в 1876 году. Аппоньи, похоже, не жили там, а сдавали его в аренду братьям Розенталям до 1906 года. С 1906 года замок был сдан в аренду американскому бизнесмену (в 1912 году выжившему на Титанике), Томасу Кардезе, внуку основателя Fidelity Trust Company в Филадельфии, и его жене французского происхождения, Мэри (урожденная Расин и потомок Жана Расина).
Семья Кардеза построили второй этаж южного крыла и содержали небольшой зоопарк с медведями и обезьянами в саду замка. Они покинули Коварце после вступления США в Первую мировую войну в апреле 1917 года, но продолжали сдавать недвижимость в аренду до 1920 года. В конце 1926 года граф Хенрик Аппоньи продал его чехословацкому правительству, которое превратило его в учреждение для инвалидов войны. В 1953 году замок стал учреждением для душевнобольных пациентов.
Еще один особняк в деревне, первоначально построенный в 18 веке, сейчас находится в частной собственности.
Церковь Святого Николая, расположенная в центре деревни, датируется 18 веком.
Церковь Святой Анны, расположенная на холме, возвышающемся над деревней, была построена в 19 веке в неоготическом стиле.

## Галерея

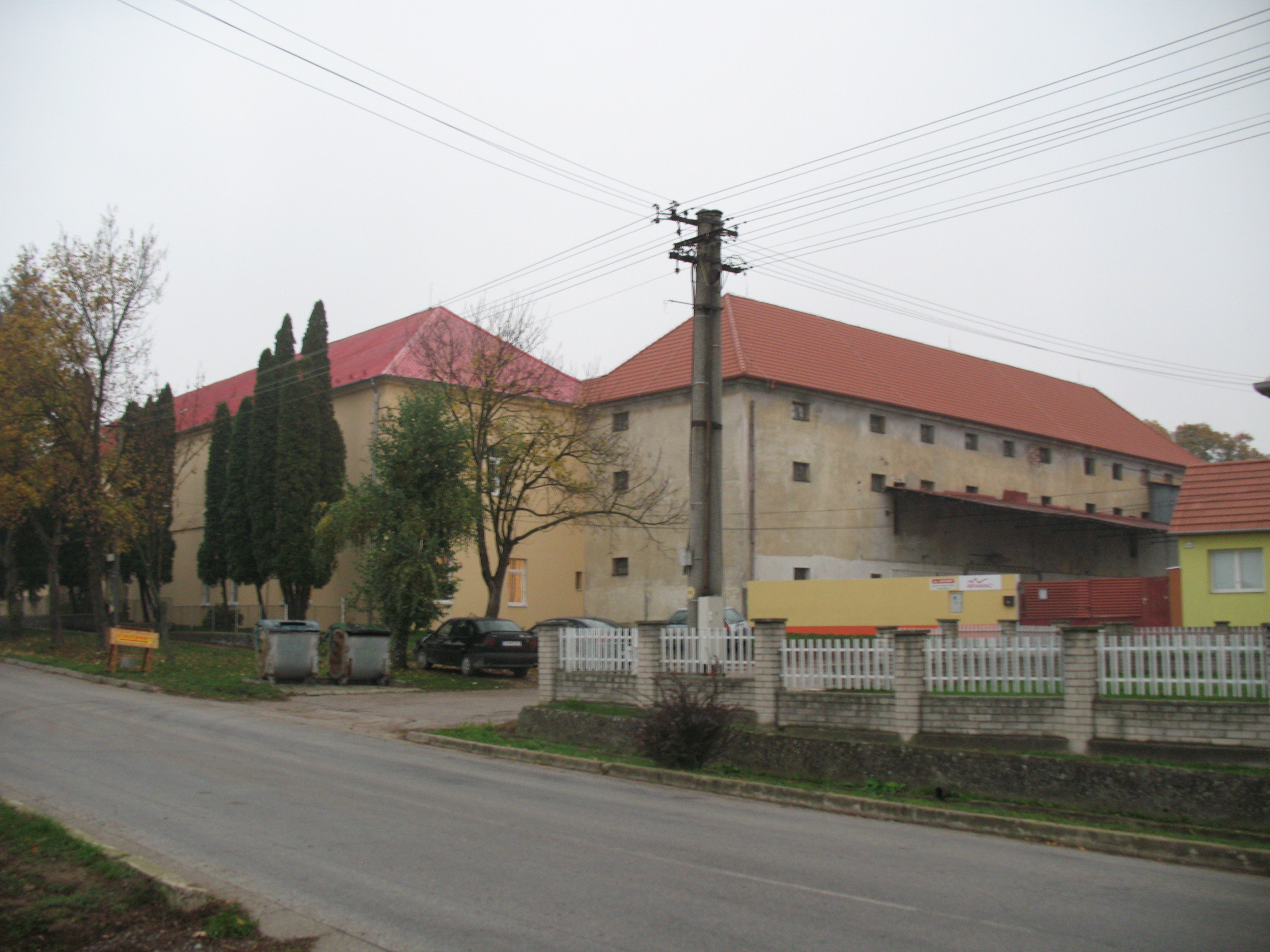
Бывший замок, ныне больница
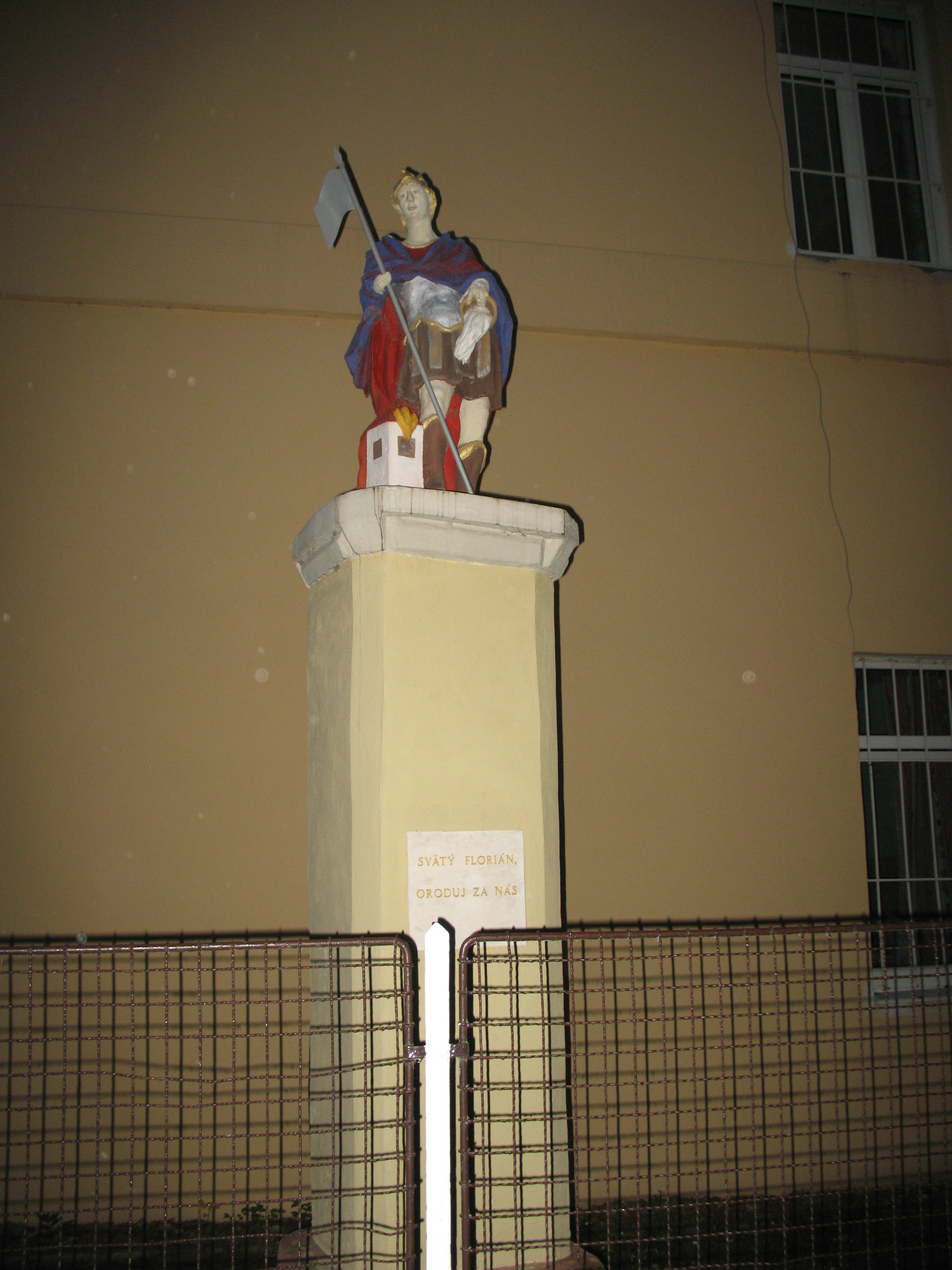
Статуя Святого Флориана
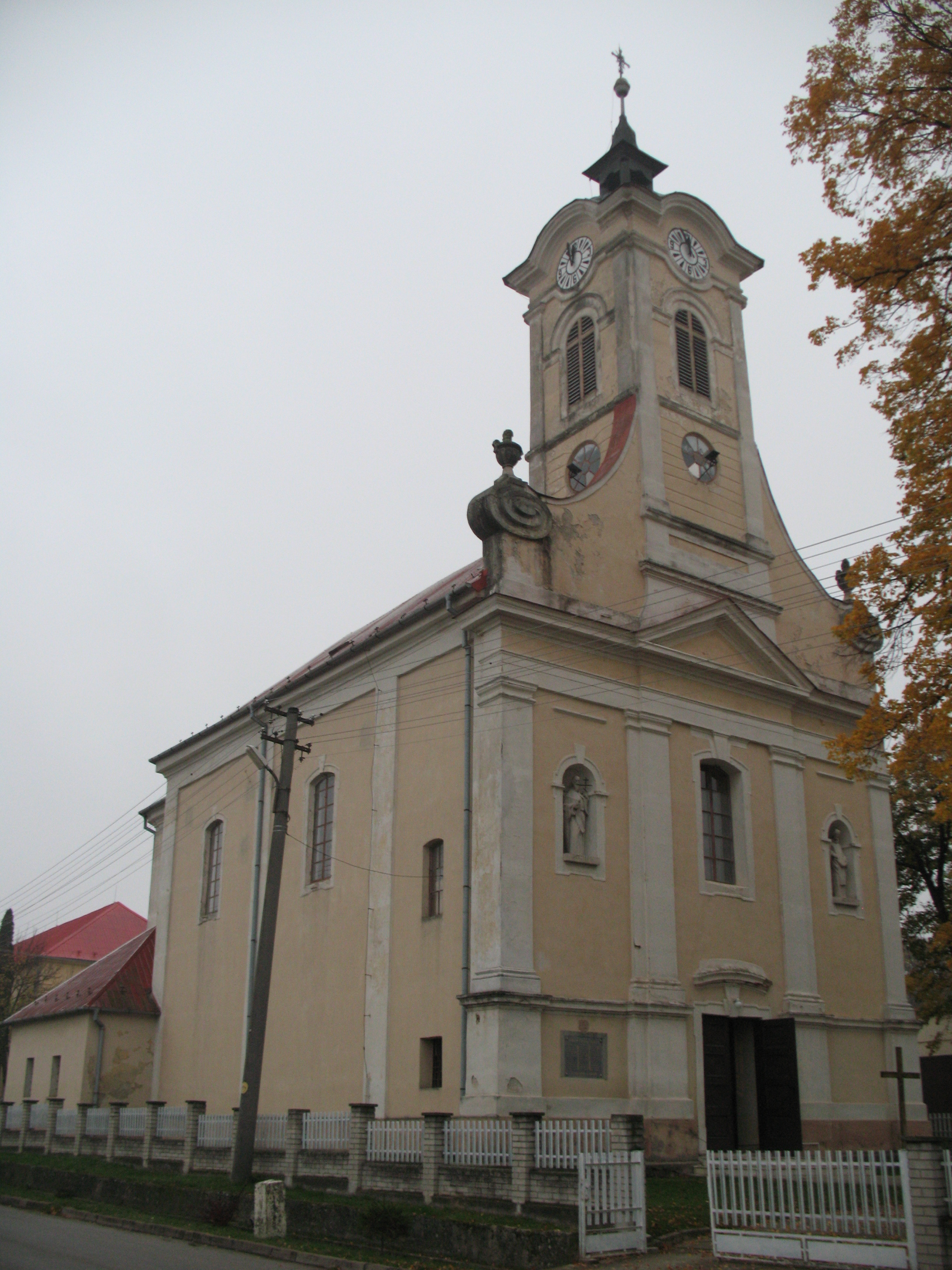
Церковь Святого Николая
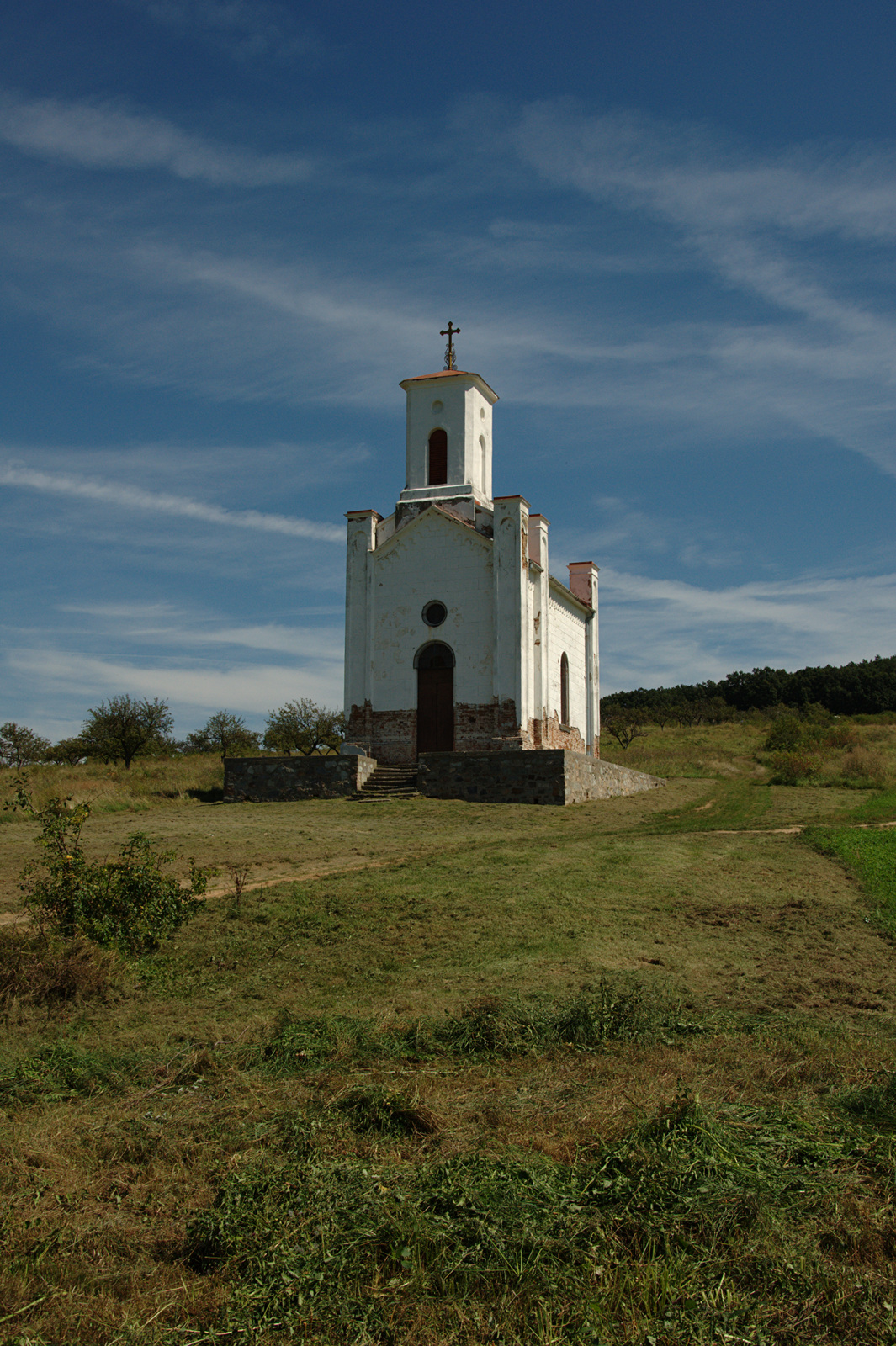
Церковь Святой Анны